# Karl Bielig
Karl Bielig (ur. 10 października 1898, zm. 13 czerwca 1991) – niemiecki polityk należący do Socjaldemokratycznej Partii Niemiec (SPD). 
Od 7 września 1949 do 7 września 1953 był deputowanym do Bundestagu z ramienia SPD. Wybrany z list w Badenii-Wirtembergii. 